# Estado Avatar
El Estado Avatar es un estado ficticio de la serie animada de televisión Avatar: la leyenda de Aang. Cuando el Avatar ingresa inconcientemente a dicho estado, lo usa como un mecanismo de defensa que hace crecer sus poderes. Cuando el Avatar logra abrir los chakras y aprende a controlar e ingresar en dicho estado, este usa el estado Avatar como mecanismo ofensivo, volviéndose muy poderoso incrementando sus habilidades poseyendo además la sabiduría de sus vidas pasadas. Cuando el Avatar entra en el Estado Avatar, sus ojos y boca brillan; en el caso de los maestros aire, su tatuaje en forma de flecha también brilla. Tiene la habilidad de quitar los poderes de su oponente así como también puede devólverselo si así lo desea. En La leyenda de Korra, se establece que la fuente de su fuerza es el espíritu de la luz, Raava. Si el Avatar muere en estado Avatar, el ciclo del Avatar termina; es decir, el Avatar deja de reencarnarse.

## Aspectos
Es extremadamente poderoso,  es posible controlar dos o más elementos al mismo tiempo durante el Estado Avatar. Roku, en El Solsticio de Invierno, lográ controlar la lava. En La leyenda de Korra, en el episodio 9, se pudo apreciar que El Avatar puede quitar los poderes a su oponente, y cuando lo desee, puede devolvérselos.
Durante el Estado Avatar, los ojos y la boca del Avatar brillan con un tono azul claro, mostrando cómo todos los Avatar se unen en uno sólo.
Para los Avatar que son Maestros Aire, los tatuajes que los marcan como tales también brillan, así como se muestra en Aang personaje principal de la serie.
Además, durante este Estado, detrás de la voz del Avatar actual, se escuchan las voces de los Avatar anteriores. Se dice que un Avatar que no domine su propio poder y entra en el Estado Avatar, pierde la razón de lo que hace, como se ha mostrado en Aang, realiza control sobre algún elemento, incluso si nunca lo ha usado.
Aunque el Estado Avatar hace al Avatar más poderoso, también lo hace muy vulnerable. Si el Avatar muriera en el Estado Avatar, el ciclo de reencarnación se rompería, y el Avatar dejaría de existir.
Para controlar el estado avatar, es decir entrar y salir a voluntad, se necesita abrir los 7 Chakras tal como se muestra en el capítulo El Gurú. Una vez abierto un Chakra se necesita abrir los demás seguidamente o nunca se podrá ingresar en el estado avatar.

## Aang y el Estado Avatar
Al principio de la serie, Aang entra al estado Avatar accidentalmente, cuando está furioso, preocupado o excitado. Aunque durante el transcurso del Libro Dos Aang aprende que éste puede ser controlado.
Distintos personajes tocan el tema de controlar éste estado, siendo éstos:
- El General Fong: trata de inducirle el Estado Avatar a Aang durante el episodio "El Estado Avatar", llegando al punto de atacarlo para hacerlo entrar en él.
- Katara: Ella se muestra descontenta cuando Aang acepta recibir entrenamiento del General Fong para inducir el Estado Avatar, diciendo que prefiere que Aang aprenda a dominar los Cuatro Elementos.
- Sokka: Al contrario de su hermana, él no tiene problemas para que Aang acepte el entrenamiento, e incluso lo apoya.

- El Gurú Pathik: Él trata de enseñarle a Aang cómo controlar el Estado Avatar liberando sus chakras en el episodio "El Gurú"

### Katara y el Estado Avatar de Aang
Katara es la persona que está más vinculada al Estado Avatar de Aang, pues es la persona que está más unida sentimentalmente con él y al parecer es la única persona que puede detener el Estado Avatar. Esto se demuestra en los siguientes episodios:
- El Templo del Aire del Sur: Cuando Aang descubre que su gente fue asesinada por la Nación del Fuego, en especial el Monje Gyatso, se enfurece y entra en el Estado Avatar. Katara lo calma diciéndole que ella, Sokka y Appa son su familia ahora.[2]
- El Estado Avatar: El General Fong hunde a Katara bajo tierra, aun cuando Aang le suplica que no lo haga. Entonces, Aang entra en el Estado Avatar para salvarla.
- El Desierto: Cuando Aang se entera de que Appa fue secuestrado y llevado a Ba Sing Se se enfurece y entra en el Estado Avatar. Katara lo toma de la mano mientras él se encuentra flotando en el aire. Luego lo abraza y así logra calmarlo.[3]
- El Gurú: El Gurú Pathik le explica a Aang que para liberar su chakra del cosmos debe olvidar sus conexiones terrenales. Aang tiene una visión sobre Katara, siendo ella su "conexión terrenal".[4]
- La Encrucijada del destino: Aang, para vencer a Azula, intenta entra al Estado Avatar, para así salvar a katara, pero antes de hacer nada, Azula le lanza un rayo, provocando que el chakra se cierre de nuevo.[5]

## El Estado Avatar en la serie
Aang se ha visto en Estado Avatar en los siguientes capítulos:
- El Niño en el Iceberg

Aang entra al Estado Avatar mientras duerme, en un sueño. En él se ve cómo encierra a Appa y a él mismo en una burbuja de hielo durante la tormenta.
- El Regreso del Avatar

Cuando Zuko ataca, Aang entra al Estado y lo vence, usando Agua Control.
- El Templo del Aire del Sur

Aang enfurece cuando se entera de que la Nación del Fuego mató a todos los Maestros Aire.
- El Avatar Roku (Solsticio de Invierno, Parte 2)

El Avatar Roku se muestra a través de Aang.
- La Tormenta

mientras se quejaba también se ve cómo brilla su tatuaje, lo cual puede ser que haya entrado en estado avatar Mientras Aang explica a Katara cómo escapó del Templo del Aire del Sur, una serie de flashbacks muestran cómo Aang se encerró junto a Appa en la burbuja de hielo. En este mismo episodio entra en estado avatar creando una burbuja alrededor suyo para salir del agua junto a sus amigos luego de que quedaran atrapados por una ola gigante.
- El Trono del Norte, Parte I

Luego que Yue sugiere utilizar la ayuda de los Espíritus para salvar la Tribu Agua del Norte, Aang, Katara y Yue van al Oasis Espiritual, donde Aang entra al Estado Avatar. Ahí, Zuko trata de llevarse a Aang, mientras Yue va a buscar ayuda, y Katara lo protege.
- El Trono del Norte, Parte II

Luego que Aang regresa del Mundo de los espíritus, el Almirante Zhao invade la Tribu Agua del Norte y llega al Oasis Espiritual, donde mata a Tui, el Espíritu de la Luna, mientras se encontraba en su forma mortal, un pez koi. Para detener a Zhao, y vengar al Espíritu de la Luna, Aang entra al Estado Avatar y se fusiona con La, el Espíritu del Océano. Así vence a la Armada del Fuego.
- El Estado Avatar

El General Fong trata de inducirle el Estado Avatar a Aang, hundiendo a Katara bajo tierra. Aang logra entrar en el Estado Avatar, pero para desilusión del General Fong, Aang se puso en su contra y lo atacó. Aun así, el General insistió en controlar a Aang durante el Estado Avatar. Sokka lo noqueó y partieron a Omashu.
- El Desierto

Aang descubre que los ladrones que se llevaron a Appa durante el episodio "La Biblioteca" lo vendieron a unos mercaderes que lo llevaban a la ciudad capital de Ba Sing Se. Aang se enfurece y entra al Estado Avatar.
- El Gurú

Durante su entrenamiento, Aang está a punto de liberar su último chakra, y empiezan a brillarle sus tatuajes. Pero tiene una visión en la que ve a Katara atrapada. No logra completar el Estado Avatar en su totalidad, ligándose nuevamente a su conexión terrenal.
- Los Cruces del Destino

Aang decide entrar conscientemente al Estado Avatar para salvar a katara cuando parece que Azula, Zuko y los Dai Li van a vencerlos. Aang empieza a elevarse en el aire pero un rayo creado por azula lo golpea y Aang queda inconsciente, lo que cerro el chakra de nuevo. En ese momento Katara llora y crea una Ola de Agua Gigante que arrasa con todos y atrapa a Aang, cuando Zuko y Azula los van a atacar aparece Iroh que distrae a Zuko y Azula mientras Katara escapa con Aang; estando en Appa, Katara lo reanima usando el agua del Oasis Espiritual del polo norte.
- El Cometa de Sozin, Parte 4: Avatar Aang: durante la batalla contra el Señor del Fuego, choca de espaldas contra una montaña y una roca le toca justo en el punto en el que Azula le golpeó con el relámpago. En ese momento, consigue de nuevo entrar en el Estado Avatar y derrotar al Rey Fénix (Señor del Fuego Ozai).